# Leptochiton cancellatus
Leptochiton cancellatus (Sowerby, 1840) of de ronde pissebedkeverslak is een keverslak uit de familie Leptochitonidae.
De dieren worden slechts 9 millimeter lang. Leptochiton cancellatus is smaller ovaal dan L. asellus.
De schelpplaten zijn gebogen maar zonder kiel en zonder een snavel aan de achterkant. Ze vertonen een regelmatige, grofgekorrelde sculptuur met ruitpatroon. De gordel is smal en bedekt met dunne, rechthoekige schubben met karakteristiek gebogen toppen en met een franje van dunne stekels.
De dieren leven in het (ondiep) sublittoraal.
Leptochiton cancellatus komt voor langs de zuidelijke en westelijke kusten van Groot-Brittannië tot de Atlantische kusten van Iberië.